# Чарлз Бъкстон
Чарлз Родън Бъкстон (на английски: Charles Roden Buxton) е британски политик и общественик, по-малък брат на Ноел Бъкстон, инициатор на създаването на Балканския комитет.

## Биография
Чарлз Бъкстон е роден на 27 ноември 1875 година в Лондон, Великобритания, в семейството на сър Томас Бъкстон. Получава образованието си в Хароу и Тринити Колидж, Кеймбридж, като става президент на Кеймбриджкия съюз. След завършването си пътува в Южна Австралия, Франция, Далечния Изток, Индия и Америка.
Преподава в Морли колидж между 1902 и 1910 година. Става президент на клона на Работническата образователна асоциация в Южен Лондон. Редактира вестник „Олбъни Ревю“ (1906–1908). Неколкократно е депутат в парламента от Лейбъристката партия.
През 1903 година е сред инициаторите за създаването на Балканският комитет в Лондон. Заедно с брат си Ноел Бъкстон, също депутат, през есента на 1914 година пътуват до България, Румъния и други балкански страни с неофициалната мисия да лобират за неутралитет на България в Първата световна война. По време на пътуването срещу тях е извършен атентат от Хасан Тахсин (турски екстремист и член на Тешкилат-и Махсуса), в който двамата са ранени. След завръщането си публикуват книгата „Войната и Балканите“ (на английски: The War and the Balkans) (Лондон, 1915)
Автор е още на книги като „Турция през революцията“, „В дома на един германски миньор“ (заедно с Дороти Бъкстон, 1920), „Националният проблем в Африка“ (1931), „Алтернативата на войната“ (1936) и други.
Умира на 16 декември 1942 година в Пийслейк.

## Памет
Булевард „Братя Бъкстон“ (Карта) в София е наречен на името на братята.